# Ахмат (баскак)
Ахмат — татарський баскак 2-ї пол. ХІІІ ст. Центральна постать літописного оповідання що розповідає про події, які відбувалися між 1287 і 1291 роками у Посейм'ї, на території Чернігівського князівства (у літописах фігурує під 1283—1284 рр.).
Ахмат управляв в Курському князівстві, викупивши в Золотій Орді право збору данини з місцевого населення. Крім того, заснував дві слободи на землях рильсько-воргольського князівства Олега, які стали причиною кривавого конфлікту між Ахматом і руськими князями. На новозасновані слободи почали масово переселятися люди з навколишніх волостей. Це викликало невдоволення князя Олега, який вирушив в Орду до хана Телебуги з вимогами вирішити конфлікт. Тим часом одну зі слобод спустошив липовицький князь Святослав, який був свояком Олега. Телебуга дозволив князям вернути людей з тих слобід назад, що вони невдовзі й зробили.
Ахмат у свою чергу виставив обох князів перед татарами розбійниками, і коли, невдовзі, на Посейм'я прибув впливовий татарський темник Ногай, він одразу ж викликав Олега і Святослава до себе. Останні, проте побоялись йти до темника і втекли. Ногай зрозумів це як признак їхньої неправоти і тому спустошив їхні волості — Воргольське та Рильське князівства, а людей відправив до Ахмата. Останній простих селян залишив у своїх слободах, а князівських бояр стратив. Святослав, зібравши залишки війська, знову напав на Ахматові волості та побив його загони. Після всього цього Ахмат із братами втекли у Курськ, а Святослав був страчений Олегом за наказом Телебуги. Проте невдовзі брат Святослава, Олександр напав на Олега та вбив його разом з двома синами.
Оповідь про Ахмата, складена невдовзі після зазначених подій, є унікальним за своєю інформативністю джерелом на тлі загальної відсутності відомостей про те, що відбувалося на українських землях за монголо-татарської доби.